# Спачо Томбези (Мачерата)
Спачо Томбези је насеље у Италији у округу Мачерата, региону Марке.
Према процени из 2011. у насељу је живело 85 становника. Насеље се налази на надморској висини од 37 м.